# Richtlinie (EU) 2019/904 (Einwegkunststoff-Richtlinie)
Die Richtlinie (EU) 2019/904 des Europäischen Parlaments und des Rates vom 5. Juni 2019 über die Verringerung der Auswirkungen bestimmter Kunststoffprodukte auf die Umwelt (sog. Einwegkunststoff-Richtlinie oder Einwegplastik-Richtlinie, englisch Single-Use Plastics Directive – SUP) ist eine europäische Richtlinie, die die Auswirkungen bestimmter Kunststoffprodukte auf die Umwelt, insbesondere die Meeresumwelt und die menschliche Gesundheit vermeiden und vermindern sowie den Übergang zu einer Kreislaufwirtschaft mit innovativen und nachhaltigen Geschäftsmodellen, Artikeln und Werkstoffen fördern soll.
Vorausgegangen waren im Jahr 2015 der Aktionsplan zur Kreislaufwirtschaft und 2018 die Strategie für Kunststoffe in der Kreislaufwirtschaft.

## Inhalt
Die Richtlinie fordert die Mitgliedstaaten der Europäischen Union insbesondere zur Beschränkung des Inverkehrbringens (Art. 5), zur Gewährleistung bestimmter Produktanforderungen (Art. 6), zur Kennzeichnung bestimmter Kunststoffartikel (Art. 7) und zur erweiterten Herstellerverantwortung im Sinne der Abfallrahmenrichtlinie (Art. 8) auf. Die nationalen Vorschriften sollen Sanktionen für den Fall der Zuwiderhandlung vorsehen (Art. 14).
Die einzelnen Maßnahmen sollen zu unterschiedlichen Zeitpunkten in Kraft treten (Art. 17).
Im Kollisionsfall geht die Einweg-Plastik-Richtlinie als lex specialis der Richtlinie 94/62/EG (Verpackungsrichtlinie) und der Richtlinie 2008/98/EG (Abfallrahmenrichtlinie) vor.

### Verkaufsverbot
Seit dem 3. Juli 2021 müssen die Mitgliedstaaten gem. Art. 5 jede entgeltliche oder unentgeltliche Abgabe der in Teil B des Anhangs der Richtlinie aufgeführten Einwegkunststoffartikel und von Artikeln aus oxo-abbaubarem Kunststoff verbieten. Darunter fallen neben Wattestäbchen, Besteck und Tellern auch Lebensmittelverpackungen und Getränkebehälter aus expandiertem Polystyrol für Take-away-Gerichte und Fast Food. Oxo-abbaubare Kunststoffe gelten als nicht biologisch abbaubar und zerfallen in der Umwelt zu Mikroplastik.

### Produktanforderungen

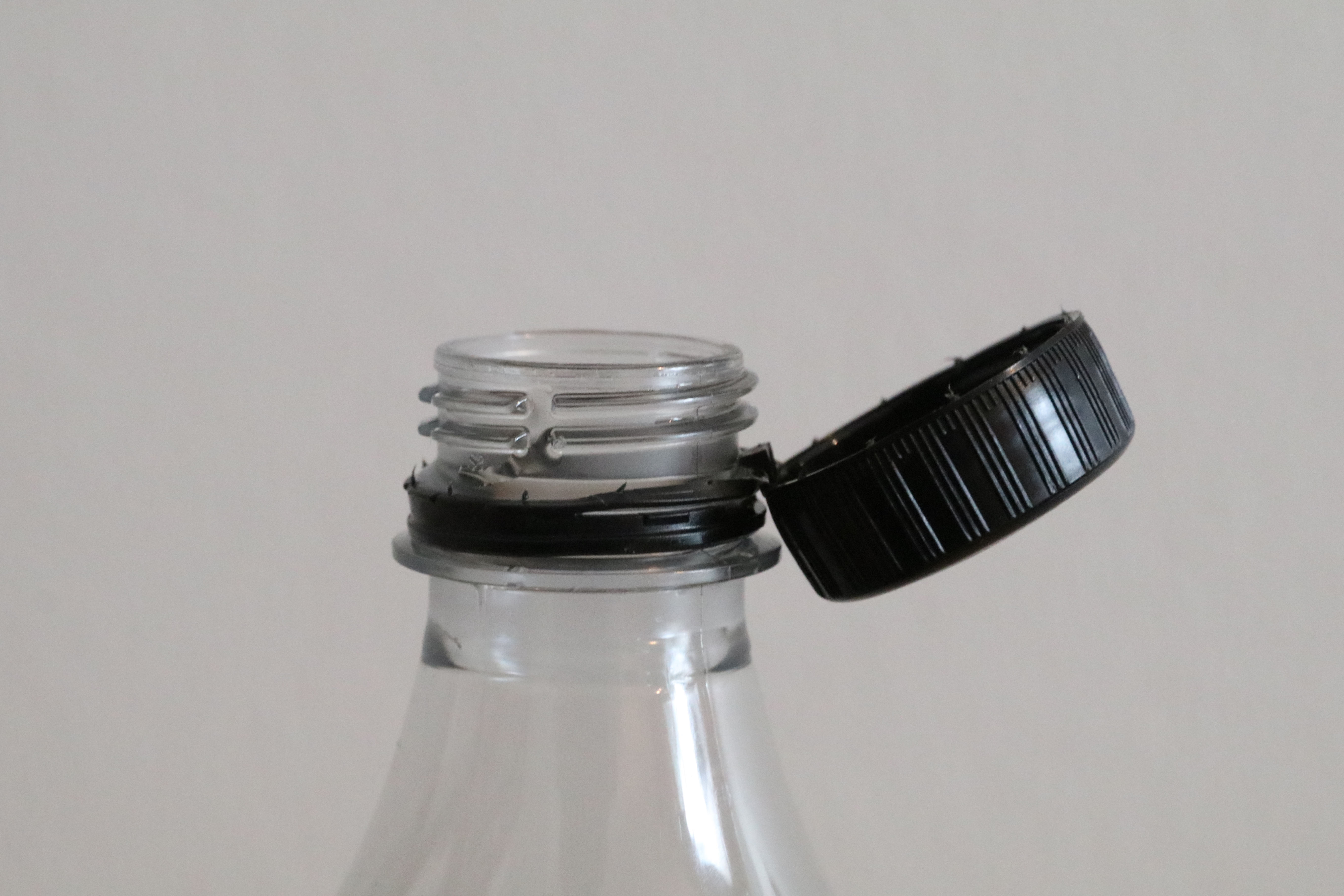
Tethered cap

Einwegkunststoffartikel, die in Teil C des Anhangs aufgeführt sind, insbesondere Getränkebehälter mit einem Fassungsvermögen von bis zu drei Litern, deren Verschlüsse und Deckel aus Kunststoff bestehen, sollen gem. Art. 6 ab 3. Juli 2024 nur in Verkehr gebracht werden, wenn die Verschlüsse und Deckel während der für das Produkt vorgesehenen Verwendungsdauer an den Behältern befestigt bleiben (siehe Tethered caps). EU-weit einheitliche Normen sollen insbesondere gewährleisten, dass die erforderliche Widerstandsfähigkeit, Verlässlichkeit und Sicherheit von Verschlüssen für Getränkebehälter, einschließlich der Verschlüsse für kohlensäurehaltige Getränke, erhalten bleibt. Zur einheitlichen technischen Umsetzung hat die Europäische Kommission das Europäische Komitee für Normung (CEN) gem. Art. 6 Abs. 3 beauftragt, bis zum 31. Dezember 2022 eine entsprechende Norm zu erarbeiten.
PET-Flaschen sollen ab 2025 zu mindestens 25 % und ab 2030 zu mindestens 30 % aus recyceltem Kunststoff bestehen.

### Kennzeichnungspflicht

Kennzeichnung gem. Anhang III der Durchführungsverordnung (EU) 2020/2151 für Tabakprodukte mit Filtern in deutscher Sprache

In Teil D des Anhangs aufgeführte und in Verkehr gebrachte Einwegkunststoffartikel wie Hygieneeinlagen und Feuchttücher, Tabakprodukte und Getränkebecher sollen ab 3. Juli 2021 mit Verbraucherinformationen zu angemessenen Entsorgungsmöglichkeiten sowie Warnhinweisen für den Fall der unsachgemäßen Entsorgung wegen der daraus resultierenden negativen Auswirkungen der Vermüllung auf die Umwelt nach von der Kommission harmonisierten Vorgaben versehen werden. Die harmonisierten Vorgaben sind von der EU-Kommission in der Durchführungsverordnung (EU) 2020/2151 festgelegt worden; sie betreffen vor allem Gestaltung, Größe und Position von Aufdrucken, mit denen Verpackungen der betroffenen Produkte bzw. Getränkebecher zu kennzeichnen sind.

### Erweiterte Herstellerverantwortung
Spätestens ab dem 31. Dezember 2024, aber für die vor dem 4. Juli 2018 errichteten Regime der erweiterten Herstellerverantwortung und für Einwegkunststoffartikel gemäß Teil E Abschnitt III des Anhangs spätestens ab dem 5. Januar 2023, sollen die Hersteller zur Übernahme der Kosten für die Rücknahme (Sammlung in öffentlichen Sammelsystemen) und Entsorgung von Einwegkunststoffartikeln verpflichtet werden.

## Umsetzung in nationales Recht

### Deutschland
In Deutschland wurde Art. 5 der Richtlinie zum 3. Juli 2021 mit der Einwegkunststoffverbotsverordnung (EWKVerbotsV) umgesetzt. Die in § 3 EWKVerbotsV genannten Einwegkunststoffprodukte und Produkte aus oxo-abbaubarem Kunststoff dürfen seitdem nicht mehr in Verkehr gebracht werden. Zuwiderhandlungen stellen eine Ordnungswidrigkeit dar und können mit einer Geldbuße bis zu 100.000 Euro geahndet werden (§ 4 EWKVerbotsV, § 69 Abs. 1 Nr. 8, Abs. 3  KrWG).
Zur Umsetzung von Art. 6 und 7 der Richtlinie dient die Einwegkunststoffkennzeichnungsverordnung (EWKKennzV), die ebenfalls am 3. Juli 2021 in Kraft getreten ist. Sie regelt die Beschaffenheit bestimmter Einwegkunststoffgetränkebehälter sowie die Kennzeichnung von bestimmten Einwegkunststoffprodukten auf dem Produkt selbst oder auf der zugehörigen Verpackung (§ 1 EWKKennzV).
Art. 8, der die erweiterte Herstellerverantwortung umfasst, wird in Deutschland mit dem Einwegkunststofffondsgesetz (EWKFondsG) umgesetzt. Hersteller müssen eine nach Menge und Art der Plastikprodukte bemessene Sonderabgabe, die Einwegkunststoffabgabe, in einen Einwegkunststofffonds zahlen. Aus dem Fonds werden Städten und Gemeinden Kosten insbesondere für Abfallentsorgung und Reinigung erstattet. Um Gelder aus diesem Fonds zu beantragen, müssen sich Kommunen bei der Einwegkunststoffplattform DIVID registrieren. Die Abgabenhöhe und die Auszahlungskriterien werden in der Einwegkunststofffondsverordnung (EWKFondsV) näher bestimmt.

### Österreich
In Österreich erfolgte die Umsetzung durch eine Novelle des Abfallwirtschaftsgesetzes 2002 und der Verpackungsverordnung 2014.